# اتحاد وكالات أنباء دول منظمة التعاون الإسلامي
اتحاد وكالات أنباء دول منظمة التعاون الإسلامي (UNA) جهاز دولي متخصص ومستقل، يجمع وكالات الأنباء ضمن إطار منظمة التعاون الإسلامي، ويستند على مبادئ المنظمة وأهدافها، ويتكون من وكالات الأنباء الوطنية الرسمية للدول الأعضاء في المنظمة، ويعمل الاتحاد على تنفيذ برامج ومشاريع تسلط الضوء على القضايا الإسلامية المشتركة، كما يُنتج تقارير سمعية وبصرية بلغات عدة ويتكفل بتوزيعها على وكالات الدول الأعضاء. وهو مركزٌ تدريبي تتم فيه مشاركة الخبرات والتجارب المهنية في مجال الإعلام، إلى جانب مهامه التعريفية والتعزيزية للأسس الدينية والثقافة الإسلامية ككل، ويقع مقره الرئيسي في مدينة جدة غرب السعودية.

## تأسيسه
تأسس الاتحاد بصفته (وكالة الأنباء الإسلامية الدولية) بموجب قرار صادر عن مؤتمر وزراء الخارجية الإسلامي الثالث لمنظمة المؤتمر الإسلامي الذي عقد بمدينة جدة في محرم 1392هـ ـ فبراير / مارس 1972م) تنفيذاً لقرار مؤتمر وزراء الخارجية الإسلامي الثاني بكراتشي الباكستانية، لكن الجمعية العامة للوكالة أقرت بتاريخ 15 أكتوبر 2017، تحويل مسمى الوكالة إلى: اتحاد وكالات أنباء دول منظمة التعاون الإسلامي (UNA)، بغرض دعم نشاط مؤسسات العمل الإسلامي في مجال الإعلام.

## أهدافه
من أهداف الاتحاد نشر التراث الثقافي الإسلامي الضخم والحفاظ عليه، توثيق العلاقات فيما بين الدول الأعضاء في منظمة المؤتمر الإسلامي، تعزيز الصلات المهنية والتعاون الفني فيما بين وكالات الأنباء للدول الأعضاء.
و العمل على زيادة تفهم الشعوب الإسلامية للمسائل السياسية والاقتصادية والاجتماعية، كما تقوم بتسهيل تبادل المعلومات والمقالات والصور الفوتوغرافية وجمع وتوزيع المعلومات التي تهم البلدان الإسلامية، وتقوم بتسهيل تبادل المراسلين والصحفيين.

## وصلات خارجية
- موقع الوكالة